# Хоэ
Хоэ — село в Александровск-Сахалинском районе Сахалинской области России.

## География
Село находится на берегу Татарского пролива, на расстоянии 47 км от города Александровск-Сахалинский, административного центра округа.

## История
Основано в 1886 году, на месте одноимённого нивхского стойбища как посёлок лесозаготовителей. Название в переводе с нивхского — «таймень».

## Население
| 1939 | 2002 | 2010 | 2013 | 2021 |
| ---- | ---- | ---- | ---- | ---- |
| 1119 | ↘926 | ↘481 | ↘405 | ↘192 |

### Половой состав
Согласно результатам переписи 2002 года, в селе проживало 926 человек (483 мужчины и 443 женщины).

### Национальный состав
Согласно результатам переписи 2002 года, в национальной структуре населения русские составляли 86 % из 926 чел.

## Улицы
| - ул. 50 лет Октября, - ул. Больничная, - ул. Дорожная, - пер. Дорожный, \| valign="top" \| - ул. Заводская, - ул. Кирпичная, - пер. Комсомольский, - ул. Лесная, \| valign="top" \| - ул. Победы, - ул. Приморская, - ул. Строителей, - ул. Школьная. |

## Известные жители
- Морозов, Евгений Кимович (1954—2022) — советский рок-музыкант.
- Цикалюк, Сергей Алексеевич (род. 1959) — российский предприниматель и управленец.
- Якимов, Владимир Николаевич (1911—1989) — советский партийный и хозяйственный деятель.